# یاماکی کانه‌تاکا

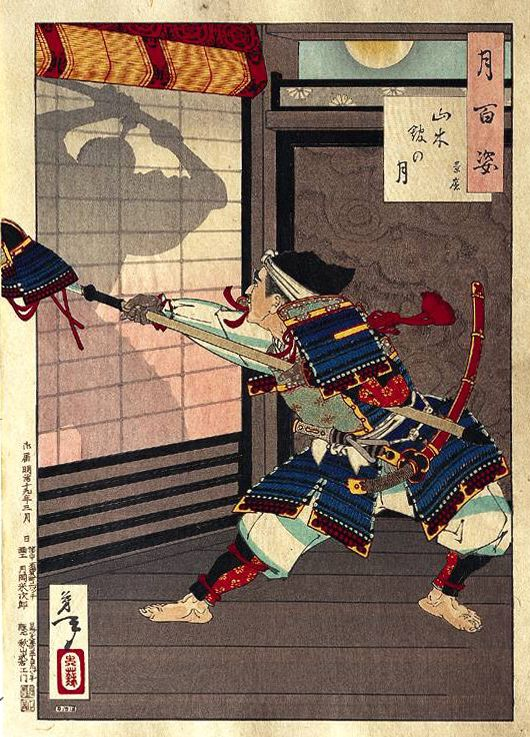
کشته شدن یاماکی کانه تاکا توسط کاتو کاگه‌کادو

یاماکی کانه‌تاکا، تایرا نو کانه‌تاکا (به ژاپنی: 山木兼隆); تولد نامشخص، مرگ هشتم سپتامبر ۱۱۸۰ از خاندان هیتاچی‌هیشی، یک سامورایی (نظامی)، در اواخر دوره هی‌آن در ژاپن بود. پدر وی به علتی ناشناخته به ایزو تبعید شده بود اما پس از تغییر سیاسی سال سوم جیشو خود وی توسط تایرا نو توکیتادا به یک مقام اداری در ایزو در ژاپن منصوب شد.